# Szyszki-Folwark
Szyszki-Folwark – część wsi Szyszki w Polsce, położona w województwie mazowieckim, w powiecie pułtuskim, w gminie Gzy.
W latach 1975–1998 Szyszki-Folwark administracyjnie należały do województwa ciechanowskiego.